# Siedlung Sonnenland (Hamburg)

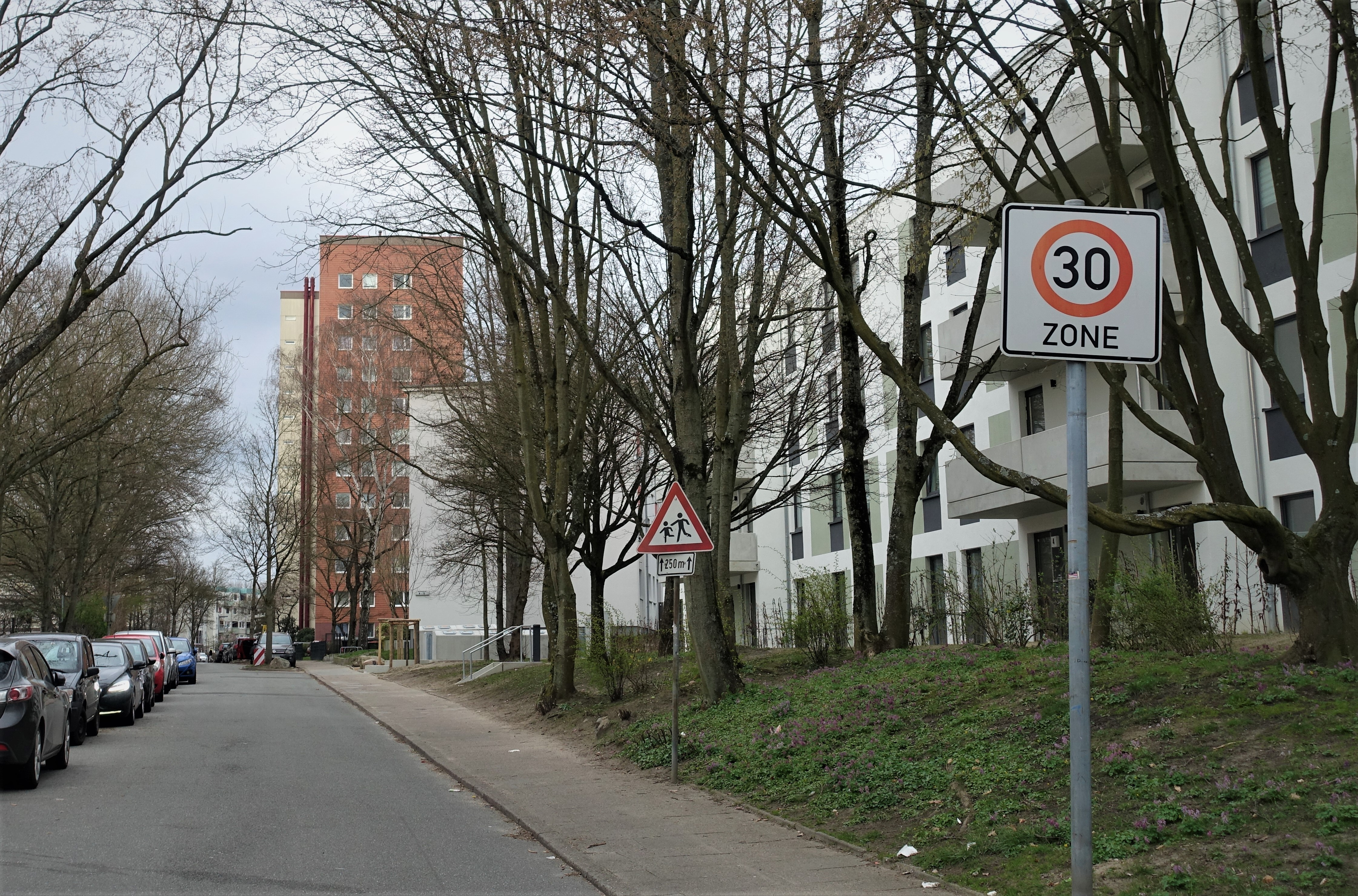
Neben Einzel- und Mietshäusern prägen Hochhäuser die Siedlung

Die Siedlung Sonnenland ist eine Großwohnsiedlung in Hamburg-Billstedt, die zwischen 1960 und 1965 gebaut wurde.

## Lage und Bebauung
Die Siedlung Sonnenland hat eine gestreckte Form, die von der Kapellenstraße als südlicher Schmalseite zur Steinfurther Allee als nördlicher Schmalseite verläuft. Im Nordwesten begrenzen Steinbeker Marktstraße und Oststeinbeker Weg die Siedlung als Längsseite, im Südosten die Straße An der Glinder Au. Daran schließt sich östlich die Glinder Au an, jenseits verläuft die Autobahn (A 1), dahinter die Großsiedlung Mümmelmannsberg. Zentral wird die Siedlung von der namensgebenden Straße Sonnenland erschlossen.
Die Siedlung ist mit kastenförmigen Bauten in Punkt- und Scheibenform bebaut, sämtlich mit Flachdach gedeckt. Die Mehrzahl der Häuser hat zwischen vier und neun Obergeschosse. Darin befinden sich 803 Wohnungen mit überwiegend kleinen Grundrissen.

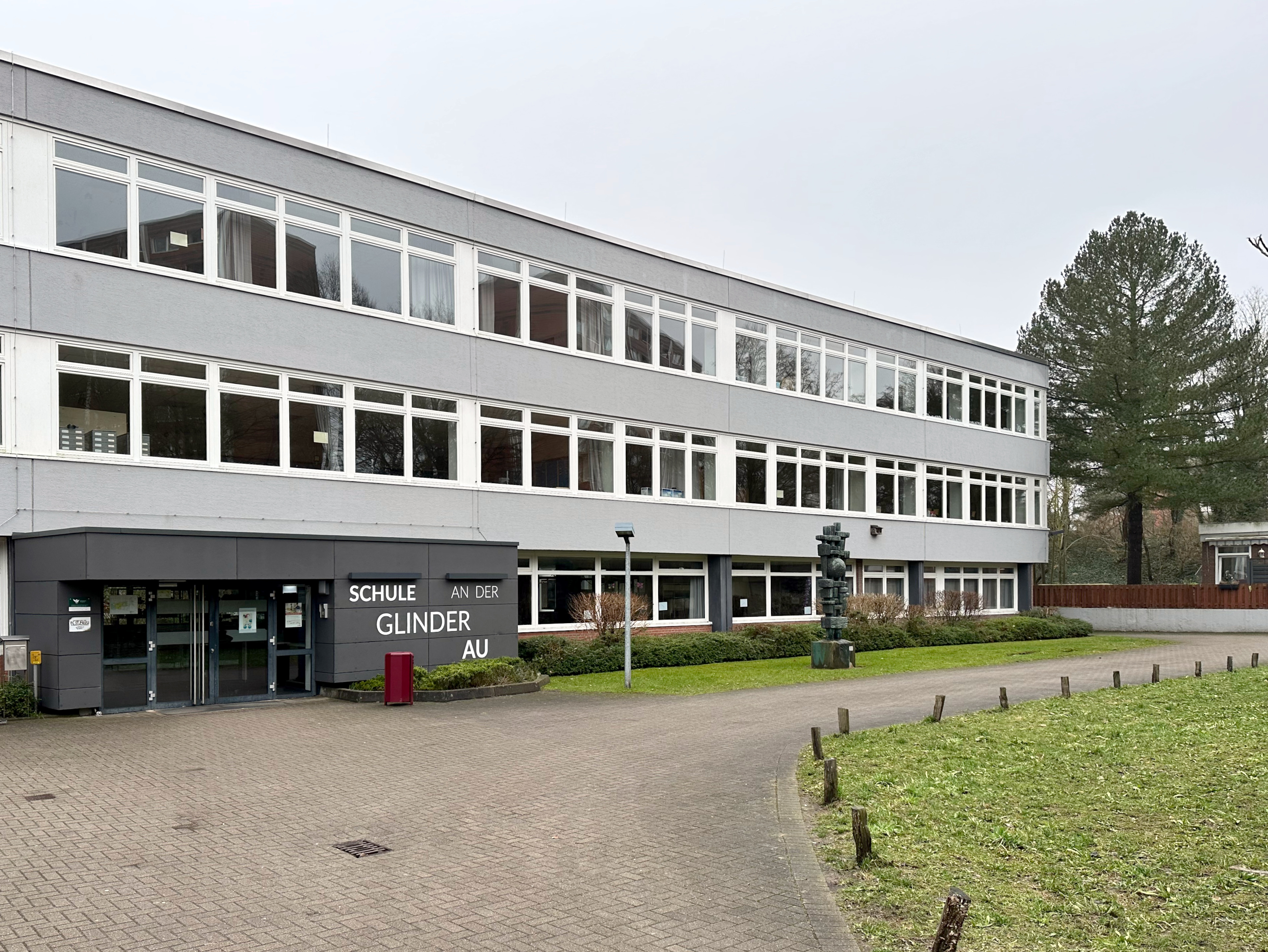
Schule An der Glinder Au, ursprünglich Schule Sonnenland

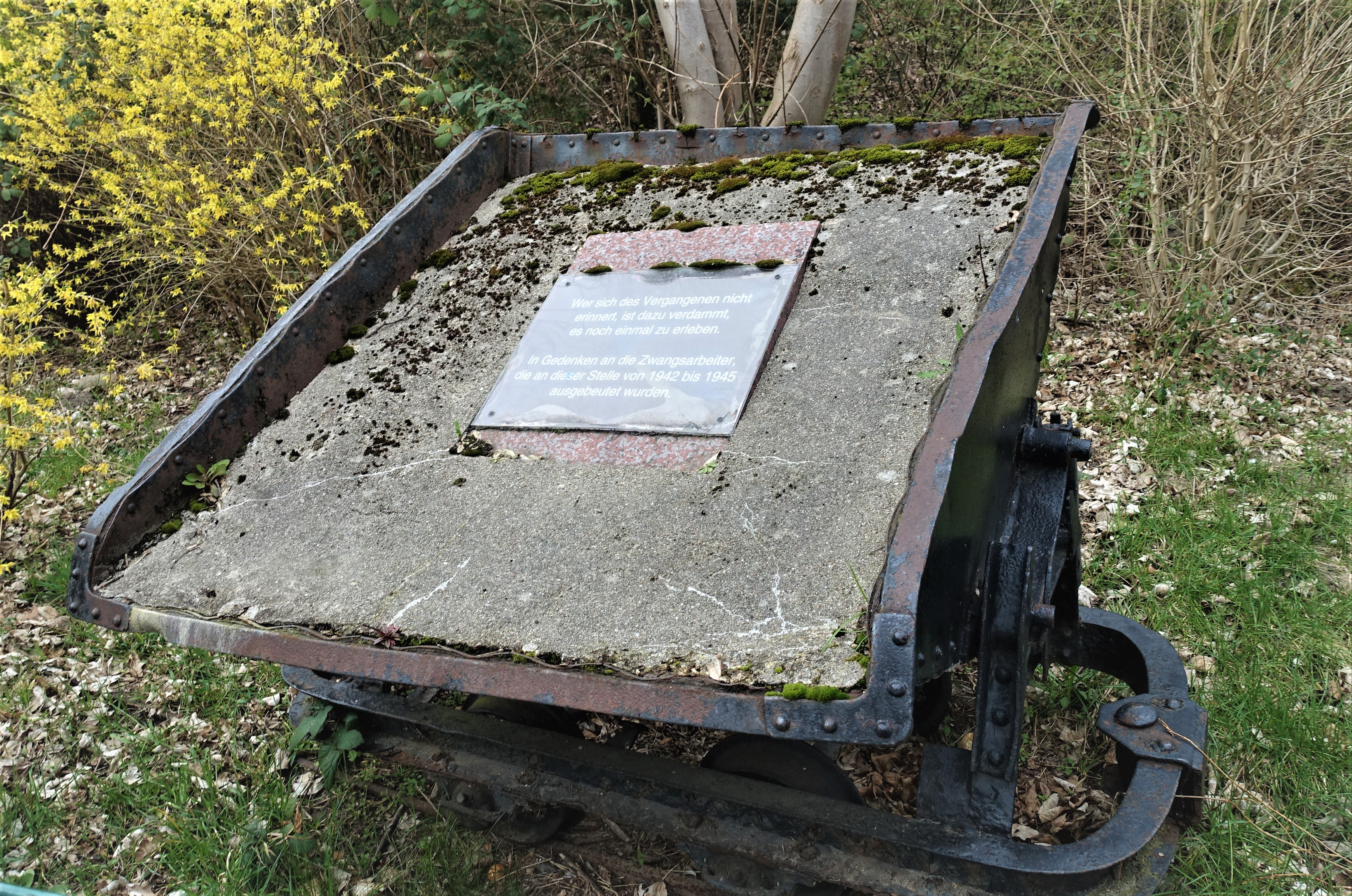
Mahnmal für die Zwangsarbeiter von 1942 bis 1945 gegenüber der Schule

Im südlichen Teil der Siedlung befindet sich die Schule An der Glinder Au, ursprünglich Schule Sonnenland. Diese Schule wurde nach Plänen von Friedrich und Ingeborg Spengelin erbaut und 1962 eingeweiht. Dieses Architektenpaar war auch am Entwurf des umliegenden Neubau-Wohnquartiers beteiligt. Das Schulgrundstück erwarb die Stadt Hamburg vom Wohnungsunternehmen „Freie Stadt“ GmbH (später: SAGA).
Ein kleines Einkaufszentrum wurde in den 1980er-Jahren abgerissen. 2009 entstand dort das Seniorenheim „Kursana“.

## Geschichte
Die Siedlung Sonnenland entstand zwischen 1960 und 1965 in einer Kiesgrube, wo von 1942 bis 1945 Zwangsarbeiter eingesetzt wurden. Die Häuser wurden nach dem Beton-Fertigteilbau erstellt. Hier zogen unter anderem wohnungslos gewordene Opfer der Sturmflut von 1962 ein. Eigentümer der Häuser ist die SAGA Unternehmensgruppe.
Seit Ende der 1960er Jahre verunsicherte eine weit über dem Durchschnitt liegende Kinder- und Jugendkriminalität die im Sonnenland und Umgebung lebenden Menschen. Der Sozialarbeiter Erhard Dressel setzte sich mit einem Projekt der wohngebietsbezogenen Sozialarbeit von 1971 bis 1991 für eine Besserung ein. Nach ihm wurde der Erhard-Dressel-Bogen im Stadtteil benannt. Die Siedlung galt längere Zeit als sozialer Brennpunkt. Die Schule an der Glinder Au, die ihren Einzugsbereich überwiegend in der Siedlung Sonnenland hat, hat einen Sozialindex von 1, also nachteilige Voraussetzungen der Schülerschaft und damit höchster Förderbedarf. Im Schuljahr 2016/17 hatten 79 % ihrer Schüler einen Migrationshintergrund, deutlich über dem Durchschnitt aller Hamburger Grundschulen.
Durch örtliche Initiativen wie das Stadtteilprojekt Sonnenland e.V. versucht die Stadt, gegenzusteuern. Beginnend 2008 wurden die Wohnungen im Sonnenland blockweise modernisiert. 2015 lebten etwa 3000 Menschen in der Siedlung. Ursprünglich waren alle Wohnungen der Siedlung durch Förderung im sozialen Wohnungsbau in der Mietpreisbindung. 2015 galt dies nur noch für ein Viertel der Wohnungen.
Die Siedlung Sonnenland gehört zum „Entwicklungsraum Billstedt-Horn“, einem Quartier des Rahmenprogramms Integrierte Stadtteilentwicklung (RISE). Darin soll durch städtebauliche Maßnahmen die Lebensqualität verbessert und der soziale Zusammenhalt gestärkt werden.